# Marjosaaret (ö i Södra Savolax, Nyslott, lat 61,76, long 29,30)
Marjosaaret är en ö i Finland. Den ligger i sjön Pihlajavesi och i kommunen Nyslott i  landskapet Södra Savolax, i den sydöstra delen av landet, 290 km nordost om huvudstaden Helsingfors. Öns area är 3,8 hektar och dess största längd är 260 meter i nord-sydlig riktning.  Notera att namnet antyder att det är fråga om flera öar.